# Scaptomyza cornuta
Scaptomyza cornuta är en tvåvingeart som beskrevs av Hardy 1965. Scaptomyza cornuta ingår i släktet Scaptomyza och familjen daggflugor. Inga underarter finns listade i Catalogue of Life.